# تابع تولید
تابع تولید، (به انگلیسی: production function) یک مفهوم کاملاً فیزیکی است و به‌طور ساده رابطه بین ستاده و نهاده‌های تولید را نشان می‌دهد. این تابع بیانگر حداکثر محصولی است که از ترکیبات مختلف نهاده‌های تولید به‌دست می‌آید. در این تعریف هم مقدار محصول و هم مقادیر نهاده‌ها به‌صورت فیزیکی بیان می‌شود.
به بیان ساده؛ تابع تولید، تابعی است که برای هر ترکیب از ورودی‌ها، ماکزیمم خروجی را بدهد. این تابع در اقتصاد خرد بسیار مورد توجه است. زیرا با داشتن آن می‌توان قضاوت نمود، که یک واحد تصمیم‌گیرنده، خوب عمل می‌کند (کارا است) یا نه. هدف از معرفی و بررسی تابع تولید، مشخص کردن آن به صورتی است که بتوانیم بیشترین خروجی ممکن را، از ترکیب حداقل ورودی فراهم نماییم یا در صورت عدم تحقق چنین هدفی، عوامل عدم تحقق آن را شناخته، برای رفع مشکلات اقدام‌های لازم را معرفی نماییم.
البته تابع تولید در شرایط تکنولوژیکی معینی تعریف می‌شود. به بیان دیگر این تابع به‌عنوان مفهوم اصلی در علم اقتصاد، یک روش سیستماتیک برای نشان دادن رابطه بین مقادیر مختلف یک نهاده، یا عامل تولید، که برای استفاده یک محصول می‌تواند به‌کار رود، با محصول یا ستاده است.
تعریف اخیر را می‌توان بدین‌گونه نیز بیان کرد، که تابع تولید نشان‌دهنده مقادیر یک محصول است، که با استفاده از مقادیر مختلف یک نهاده متغیر به‌دست می‌آید. علاوه بر این می‌توان گفت که این تابع قانون نسبت‌ها، را توضیح می‌دهد. به این معنی که تبدیل عوامل تولید به محصولات در یک زمان معین توصیف می‌شود. همچنین این تابع تکنولوژی یک واحد تولیدی (یا کل اقتصاد) را نشان می‌دهد.
در بعضی موارد به تابع تولید، تابع تبدیل نیز گفته می‌شود. ولی به هر حال این تابع بیانگر نرخ تکنیکی است، که در آن یک یا چند نهاده، به محصول مشخصی تبدیل می‌شود. همانند هر تابع دیگر، تابع تولید را نیز می‌توان به یکی از اشکال نمودار، جدول یا یک فرم ریاضی بیان کرد. پس اگر مقدار نهاده‌های تولید را با Xi و مقدار محصول را با Q نشان دهیم، فرم کلی تابع تولید به‌صورت زیر خواهد بود:
{\displaystyle Q=f(X_{1},X_{2},X_{3},\dotsc ,X_{n})}
همچنین هر یک از این توابع به فرم‌های مختلفی ممکن است ظاهر شود. از جمله در ساده‌ترین فرم خود به‌صورت خطی و در شکل‌های پیچیده‌تر و در عین حال واقعی‌تر، به‌صورت درجات دو و بالاتر، لگاریتمی و نیمه‌لگاریتمی، نمایی و... قابل بیان است. تعیین فرم دقیق این تابع تا حدود زیادی بستگی به شرایط تولید دارد. با این وجود غالباً اقتصادانان علاوه بر استفاده از تجربیات مشابه، ملاک انتخاب فرم تابع را بر مبنای توجیه آماری آن قرار می‌دهند.